# 一酸化二塩素
一酸化二塩素（いっさんかにえんそ）は、分子式 Cl2O で表される塩素の酸化物の一種である。Clの酸化数は＋1。かつては亜酸化塩素とも呼ばれたが、この語は現在は非推奨名称である。
酸素原子 (O) 上に2個の塩素原子が結びついた構造を持つ。

## 反応
次亜塩素酸 (HClO) の酸無水物に相当し、水と反応させると次亜塩素酸に変わる。このことから、この化合物は無水次亜塩素酸とも呼ばれる。
{\displaystyle {\ce {Cl2O\ + H2O -> 2HClO}}}
一酸化二塩素を嗅ぐと独特のハロゲン臭（一般に塩素臭、カルキ臭と呼ばれるもの）を呈する。